# Borek (Barzyna)
Borek – przysiółek wsi Barzyna w Polsce, położony w województwie opolskim, w powiecie namysłowskim, w gminie Namysłów.
W latach 1975–1998 przysiółek administracyjnie należał do ówczesnego województwa opolskiego.